# Papagájhalfélék

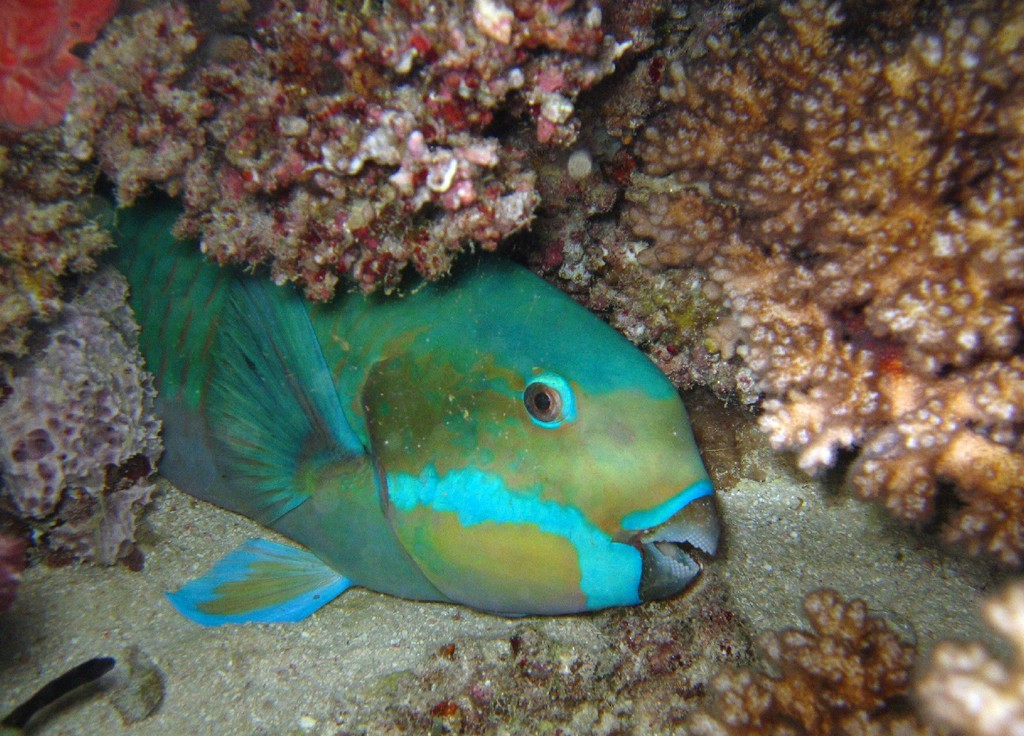
Chlorurus microrhinos

A papagájhalfélék (Scaridae) a sugarasúszójú halak (Actinopterygii) osztályába a sügéralakúak (Perciformes) rendjébe tartozó család.

## Előfordulásuk
Meleg tengerekben, sziklákon és korallzátonyokon élnek. Az Indiai Óceánban honosak.

## Megjelenésük
Tündöklő színeikkel, pikkelyeik szépségével és fogazatukkal vonják magukra a figyelmet. Állkapcsuk szegélyén és külső oldalán a fogak pikkelyszerűen helyezkednek el, mivel olyan szorosan összenőnek egymással, hogy egyetlen pikkelylemezt alkotnak. Ennek a különleges fogazatnak a legnagyobb részét duzzadt ajak borítja be.

## Életmódjuk
Főleg növényekkel táplálkoznak. A mélyebb, biztosabb vízből a dagállyal együtt emelkednek fel a sziklák fölé, amelyekről függőleges helyzetben, fejükkel lefelé fordulva, szedegetik le a moszatokat.

## Rendszerezés
A családba az alábbi nemek tartoznak.
- Bolbometopon
- Calotomus
- Cetoscarus
- Chlorurus
- Cryptotomus
- Hipposcarus
- Leptoscarus
- Nicholsina
- Scarus
- Sparisoma